# Alomatia
Alomatia is een vliegengeslacht uit de familie van de wolzwevers (Bombyliidae). De wetenschappelijke naam van het geslacht werd voor het eerst geldig gepubliceerd in 1914 door Cockerell.

## Soorten
Het genus bevat de volgende soorten:

- Alomatia fusca Cockerell, 1914
- Alomatia notabilis (Macquart, 1840)